# 王晋 (1957年)
王晋（1957年11月—），男，汉族，山西长子人，中华人民共和国政治人物，二级大检察官，曾任湖北省人民检察院党组书记、检察长。

## 生平
2018年2月24日，当选为第十三届全国人大代表。